# 偏亚砷酸锌
偏亚砷酸锌是一种无机化合物，化学式为Zn(AsO2)2。

## 制备
将三氧化二砷溶于煮沸的水（约含4%As2O3），加入15%的硫酸锌溶液，再加入碳酸氢钠溶液，可得Zn(AsO2)2：
ZnSO4 + As2O3 + 2 NaHCO3 → Zn(AsO2)2 + Na2SO4 + H2O + 2 CO2
若将NaHCO3加入至As2O3的热溶液，最后只会得到80%的原亚砷酸盐和20%的偏亚砷酸盐。